# David Carreón
David Alberto Carreón Manríquez (né le 23 mars 1994 à Mexicali) est un athlète mexicain, spécialiste du lancer du javelot. 
Il détient le record national avec 81,71 m obtenu le 19 mai 2022 à Tucson, aux États-Unis.

## Biographie
En 2016 il devient champion du Mexique du lancer du javelot à Monterrey, avec un jet à 77,00 m, ce qui le qualifie pour les Championnats NACAC espoirs de San Salvador, où il obtient la médaille d'argent.
En 2018 il dépasse pour la première fois la barres des 80 m et bat le record national que détenait Juan de la Garza depuis 1992, en lançant à 81,45 m lors du meeting Elite Classic de Tucson. La même année il obtient le bronze aux Jeux d'Amérique centrale et des Caraïbes.
En 2022 il renoue avec les 80 m à Tucson en lançant à 81,33 m le 30 avril, puis à 81,71 m le 19 mai, ce qui constitue un nouveau record du Mexique. 
Au mois de juin il remporte son cinquième titre national. 
Classifié aux championnats du monde il obtient 20e place.

### Palmarès
| Date | Compétition                              | Lieu         | Résultat | Performance |
| ---- | ---------------------------------------- | ------------ | -------- | ----------- |
| 2016 | Championnats NACAC espoirs               | San Salvador | 2e       | 76,25 m     |
| 2018 | Jeux d'Amérique centrale et des Caraïbes | Barranquilla | 3e       | 76,27 m     |

#### National
- 5 titres : 2016, 2018, 2019, 2021, 2022

### Records
| Épreuve | Performance  | Lieu   | Date        |
| ------- | ------------ | ------ | ----------- |
| Javelot | 81,71 m (RN) | Tucson | 19 mai 2022 |